# Thalusia erythromera
Thalusia erythromera là một loài bọ cánh cứng trong họ Cerambycidae.